# Франко-хорватські відносини
Відносини між Хорватією та Францією пов'язані спільною історією, інтелектуальним розвитком (іллірійський рух), збігом релігії (римо-католицизм), спільністю в мові (майже 10 % хорватів розмовляють французькою мовою) та родинними зв'язками, як розпочалися ще 1000 років тому та тривають і у наш час, також це включає і споріднені, родові лінії.
Відносини неофіційно почалися в епоху Відродження Каролінг у 800—900 роках з релігійною діяльністю між французькими монахами-бенедиктинками та будівництвом хорватських монастирів. Говоріння французькою мовою в Хорватії можна віднести до 14-го століття з релігійною дифузією хрестових походів, і використанням хорватських текстів французькою релігієзнавства протягом 15 — го століття. Багато хто з хорватської еліти навчався у французькій Сорбонні протягом пізнього XV століття і впливав на політичний ландшафт Франції протягом наступних десятиліть (тобто Саро Гучетич укладав таємні пакти від імені французького короля  Франциска I). У наступні два століття хорватська еліта активно діяла в суді та у французькому культурному і науковому (хорватському) житті (так звані францезарії). Протягом французької революції 1789 р. принципи просвітництва швидко поширилися по всій Хорватії. На початку 19 століття велика частина Хорватії стала автономною державою під час першої французької імперії Наполеона Бонапарта. Це створило французьку культурну дифузію в хорватських регіонах і зміцнило зв'язок між двома країнами. Культурна дифузія хорватської культури у Франції відома як Іллірійство. Після розпаду Югославії хорватсько-французькі відносини досягли найвищого рівня, коли французька інтелектуальна спільнота переконала світ у тому, що Хорватія є незалежною державою, включивши її у свої словники та атласи.
Франція та Хорватія є військовими та політичними союзниками, обидві учасники яких є членами Європейського Союзу (ЄС), Організації Об'єднаних Націй (ООН), Організації Північноатлантичного договору (НАТО), Світової організації торгівлі (СОТ), і зобов'язані поділяти спільну валюту. Обидві країни поділяють національний спорт (футбол) та смугастий червоно-біло-синій триколор, як їх національний колір. Хорватія є десятим найбільшим торговим партнером Франції. Хорватці мають повний доступ до французького ринку праці та навпаки. Сучасні відносини між двома країнами є надзвичайно кооперативними, процвітаючими дипломатично та вкрай економічно позитивними. У Франції є три різні представництва у Хорватії (у Загребі, Дубровнику та Спліті), а Хорватія має два різних представництва у Франції (у Парижі та Тулузі). Франсуа Олланд з Зораном Мілановичем описав відносини між двома країнами як «чудові», зазначивши їх спільні цінності як «назавжди разом».

## Історія
Зв'язок між Францією та Хорватією розпочався з поширення монастирів у Хорватії французькими монахами-бенедиктинками протягом 800-х та початку 900-х років. Релігійна дифузія між двома регіонами почалася з впливу Франції на хорватський католицизм. У 925 р. Хорватія була піднесена до статусу Королівства, і поняття знаті швидко слідували. Протягом наступних століть хорватська знать сприймала французьку практику з великими суперечками. Це сприяло широкому поширенню політичного та соціального елітизму серед шляхтичів та монарха. Шляхта розглядала селянський клас як невидимий і невідповідний підклад людей, що призводив до повстань високої причинності іобезголовлення, а також спорадичні періоди інтенсивного домашнього насильства. Це напружило зв'язки з французькою культурою і спонукало народ Хорватії до заперечення французької елітарності. Однак у 1040 р. Французькі богослужбові книги та реліквії були привезені до Загреба для створення своєї першої єпархії.
Французький історик Четвертого хрестового походу, Жоффруа де Віллардуен, описав Загреб, як «один з кращих укріплених міст світу» пізніше додавши, що «ні гарніше, ні сильніше, ні багатше місто не можна було знайти». У 14 столітті французька мова почала розповсюджуватися на хорватське суспільство, починаючи із Загреба. Багато хто з хорватської еліти навчався у французькій Сорбонні протягом пізнього XV століття та впливав на політичний ландшафт країни протягом десятиліть у майбутньому. Один із найвидатніших членів був Саро Гучетич, який на прохання французького короля Франциска I з Сулейманом I Прекрасним, укладали таємні пакти з сусідніми країнами.  Розширення літератури у Франції на початку 16 століття призвело до перекладу багатьох публіцистів Хорватії на французьку мову для публіки. Першими дипломатичними відносинами між Францією та Хорватією було створення консульства в Дубровнику. Зростаючий зв'язок між двома країнами був відомий як фр. frančezarije і був офіційно оформлений з першою французькою масонською ложею в Хорватії. У міру просування французької революції 1789 р. ідеї просвітництва глибоко вплинули на хорватське суспільство, що призвело до створення якобінських клубів у Загребі та Дубровнику.

## Союзні держави
Під час розширення першої французької імперії Наполеона Бонапарта велика частина Хорватії контролювалася французами, що призводило до створення Іллірійських провінцій. У 1809 р. Наполеон Бонапарт та його адміністрація встановили цю територію в Любліні (Лайбах) як продовження проти Австрійської імперії в частині, що переважно складало сучасну Хорватію та частини Словенії. Провінції мали чотирьох губернаторів за час свого існування: Огюст де Мармон, Анрі ґатьєн Бертран, Жан-Андош Джуно та Жозеф Фуше.
Під час правління Франції офіційними мовами автономної провінції були французька, хорватська, італійська, німецька та словенська. Хоча французи не повністю скасували феодальну систему, їх правління детальніше ознайомило жителів Іллірійських провінцій з досягненнями французької революції та сучасним буржуазним суспільством. Вони запровадили рівність перед законом, обов'язкову військову службуі єдину систему оподаткування, а також скасували певні податкові пільги, запровадили сучасну адміністрацію, розділили повноваження між державою та церквою (запровадження цивільного весілля, ведення цивільної реєстрації народжень тощо) та націоналізували судову владу. Окупанти вперше всіх громадян теоретично зрівняли за законом.
Прем'єр-міністр Хорватії Тихомир Орешкович зустрівся з прем'єр-міністром Франції Мануелем Вальсом.
Французьке правління в Іллірійських провінціях було недовгим, але воно значно сприяло підвищенню національної самовпевненості та усвідомлення свобод, особливо у слов'янських народів, як це було в прикладі після югославської незалежності Хорватії та Словенії. Вплив іллірійських територій та відмова від австрійського панування викликали французьку культурну дифузію та національну оцінку в деяких районах країн, які складали провидіння, які тривають донині. Хорватські міста Загреб, Спліт, Рієка, Осієк, Задар та Велика Гориця мають чіткі французькі та іллірійські звичаї, які залишаються залишком французького панування 19 століття. У Словенії та Чорногорії вулиці та малі регіони названі на честь губернаторів провідентів та Бонапарта. За цей час поширення ілірійського руху було великим у Франції і призвело до створення насіннєвої роботи: Les peuples de l'Autriche et de la Turquie; histoire sodoboreine des Illyriens, des Magyars, des Roumains et des Polonais , що послужило «вступним дослідженням про Хорватію та Іллірійський рух».
У 1860-х рр. Хорватська шкільна система почала впроваджувати французьку мову як мову навчання і офіційно інтегрувалась у національну навчальну програму в 1876 році. Французький письменник Еміль Золя — нащадок Задара — був одним із найвидатніших письменників цього руху.
Протягом пізніх 50-х років столиця Хорватії стала культурним центром здебільшого через те, що Югославія не була узгоджена ні з одним сувереном. Французький філософ Жан-Поль Сартр відвідав Загреб у 1960 році та познайомився з видатними хорватськими письменниками та філософами. З розпадом Югославії Хорватія боролася за міжнародне визнання. Французькі інтелектуали, такі як Мірко Дражен Грмек — рідний хорват і натуралізований француз — допомогли залучити висококваліфікованих французьких діячів на допомогу Хорватії.
15 січня 1992 р. Франція визнала Хорватію і встановила дипломатичні відносини через три місяці. Президент Хорватії Іво Йосипович був запрошений Франсуа Олланд на святкування Національного дня Франції у липні 2013 року. Державний міністр з питань європейських справ Гарлем Десір відвідав Хорватію 14 липня 2015 року, щоб відсвяткувати День незалежності Франції та зустрівся з прем'єр-міністром Зоран Міланович.

## Економіка
Франція та Хорватія поділяють спільний євроринок зі своїми членами Європейського Союзу. Французькі компанії прагнуть розвивати галузі транспортної інфраструктури Хорватії. Будівництво аеропорту Загреб завдяки інвестиціям Bouygues-Aéroports de Paris (ADP) у 2012 році суттєво посилило суспільне  сприйняття Франції у Хорватії. Їхня торгова угода та діяльність досягли ринкової вартості в 535 млн. євро у 2015 році (+ 16,3 % порівняно з 2014 роком). У 2014 році на Францію припадає 2,3 % загальної торгівлі Хорватії, що робить її 10-м найбільшим торговим партнером. Французький експорт до Хорватії в 2015 році становив 364 млн. Євро (+ 17 % порівняно з 2014 роком) що знаменує різке зростання за попередні п'ять років застою та занепаду. Хорватія поставила імпорт на 171,3 млн. євро до Франції у 2015 році. Франція є сьомим найбільшим інвестором у Хорватії, щорічні інвестиції — 651 млн. євро .

## Політична та дипломатична діяльність
Країни поділяють загальні західні цінності та оцінюють європейські і міжнародні питання відповідно один до одного. Ці дві країни мають між-парламентські обміни. У 2009 році Хорватія виступала тимчасовим членом Ради Безпеки ООН з Францією.
Франція створила в Хорватії «адміністративні процеси адаптації», які допомогли їй стати 28 державою ЄС. У січні 2013 року Французький парламент ратифікував Хорватський договір про ЄС. Делегат міністр у Франції з питань Європи Тьєррі Репентін відвідав Загреб у 2013 році для підтримки свого членства в ЄС.
Після терактів у Парижі 13 листопада 2015 року уряд Хорватії зробив 16 листопада 2015 року національний день трауру в країні та розвісив французькі прапори.  Хорватський прем'єр-міністр Зоран Міланович пішов у Париж з «Маршем за демократію».

## Спорт
Франція та Хорватія почали конкурувати один з одним у серії дружніх виставочних ігор, проте з 1998 року їхні зустрічі ставали все більш і більш конкурентними. Оскільки обидві країни мають червоно-біло-блакитний триколор, матчі між ними мають прізвисько Le derby tricolore («Триколор дербі») або Trobojnica (гра «Триколор»). Під час Чемпіонату світу 1998 року і Франція, і Хорватія досягли свого найвищого рівня міжнародної майстерності після того, як перші виграли турнір, перемігши останнього, який посів третє місце. Через двадцять років дві команди боролися у фіналі ЧС-2018, де Франція здолала Хорватію (4:2), щоб забезпечити трофей. Аналогічно 1998 року, матч з Францією підняв Хорватію до найвищого в історії за рейтингом з позиції друге місце. Дві команди змагалися один з одним шість разів, Франція виграла чотири матчі, і розіграла два.
Хорватія та Франція також грали один проти одного у фіналі Кубка Девіса 2018 року, коли Хорватія здобула свій другий титул.

### Міста-побратими
Хорватія та Франція ділять між собою п'ять міст-побратимів (або близьнюків) .
- Rueil-Malmaison, Париж у Франції та Дубровник у Хорватії.
- Вільфранш-де-Руар, Аверон у Франції та Пула у Хорватії.
- Осер, Бургундія у Франції та Вараждін у Хорватії.
- Римляни-сюр-Ізер, Дром у Франції та Задар у Хорватії.
- Сен-Ді-де-Воже, Вогези у Франції та Кріквеніца у Хорватії.

Станом на травень 2017 року французькі чиновники спільно з хорватськими колегами оголосили про можливе партнерство з такими містами:
- Марсель (Франція) та Спліт (Хорватія).
- Бурж (Франція) та Шибеник (Хорватія).
- Ле Гавр (Франція) та Рієка (Хорватія).